# Ne delajte mne bol'no, gospoda
Ne delajte mne bol'no, gospoda (in russo Не делайте мне больно, господа?, ital. "Non feritemi, signori") è l'undicesimo album in studio della cantante russa Alla Pugačëva, pubblicato il 15 dicembre 1995 dalla Sojuz.
Nello stesso anno, lo studio Sojuz pubblicò un'edizione per l'esportazione dell'album, destinata alla vendita in Bulgaria.
Nel 2000 e nel 2004, lo studio Tonpress pubblicò questo album in Polonia con il titolo "Ałła Pugaczowa".

## Tracce
1. Mèri – 4:36 (Alla Pugačëva)
2. Ne delajte mne bol'no, gospoda (Non feritemi, signori) – 3:26 (Alla Pugačëva, Aleksandr Alov)
3. Bessonica (Insonnia) – 3:59 (Alla Pugačëva, Leonid Derbenëv)
4. Nastojaščij polkovnik (Un vero colonnello) – 4:45 (Alla Pugačëva)
5. Kuda vse uchodjat? (Dove vanno tutti?) – 5:20 (Alla Pugačëva, Il'ja Reznik)
6. Ach, kak živëtsja mne segodnja! (Oh, come vivo oggi!) – 3:51 (Alla Pugačëva)
7. Tak idi že sjuda (Allora vieni qui) – 3:34 (Alla Pugačëva)
8. Bežala golovu slomja (Lei corse a capofitto) – 3:37 (Alla Pugačëva, Boris Vachnjuk)
9. Sil'naja ženščina (Donna forte) – 4:02 (Alla Pugačëva, Aleksandr Alov, Arkadij Ukupnik)
10. Ja tebja nikomu ne otdam (Non ti darò a nessuno) – 5:21 (Alla Pugačëva, Larisa Kulikova)
11. Ty mne dolžen zakaty (Mi devi i tramonti) – 3:27 (Aleksandr Alov, Arkadij Ukupnik)
12. Bol'šak (Bolshak) – 5:36 (Mark Fradkin, Nikolaj Dorizo)
13. Ljubov', pochožaja na son (Amore come un sogno) – 4:58 (Igor' Krutoj, Valerija Gorbačëva)
14. Zdes' rodilsja ja (Can no Laditi; ital. Sono nato qui) (con Filipp Kirkorov) – 3:15 (Uzi Hitman)
15. Da, da, net, da (Sì, sì, no, sì) – 3:31 (Aleksandr Alov, Arkadij Ukupnik)
16. Dve rjumki (Due bicchieri) – 5:49 (Alla Pugačëva, Diomid Kostjurin)
17. Koldun (Stregone) – 3:20 (Dmitrij Sobol', Natal'ja Pljackovskaja)
18. Grabitel' (Rapinatore) – 3:11 (Aleksandr Luk'janov, Grigorij Belkin)

## Classifiche

### Classifiche mensili
| Classifica (1996) | Posizione massima |
| ----------------- | ----------------- |
| Russia            | 1                 |